# Jestem kobietą
Jestem kobietą – singel polskiej piosenkarki popowej Edyty Górniak pochodzący z płyty Dotyk, wydany 30 września 1994 roku.
Singel promowany był w rozgłośniach radiowych i telewizyjnych na terenie całej Polski, zajmując m.in. 3. miejsce na Liście Przebojów Programu Trzeciego. Utwór był także dwukrotnie nominowany do Nagrody Muzycznej Fryderyk w kategorii „teledysk roku”. W 2021 piosenka wygrała plebiscyt 30-lecia „Super Expressu” na największy muzyczny przebój.
Słowa do piosenki napisał Jacek Cygan, zaś muzykę skomponował Wojciech Olszak.
Do utworu został nakręcony teledysk w reżyserii Garetha Robertsa.

## Lista utworów
1. „Jestem kobietą” – 4:11[6]